# Kondukteur (Bauwesen)
Kondukteur oder Conducteur ist eine historische Berufsbezeichnung im Bau- und Vermessungswesen. 
Vom 17. bis ins 19. Jahrhundert war ein Kondukteur ein Mitarbeiter bzw. Gehilfe bei Vermessungs- und Zeichenarbeiten. Dieser konnte auch ein in der Baukunst Erfahrener sein, der „die Architektur als eine Wissenschaft“ intensiv erlernt hatte, und dem anschließend die Aufsicht über die Bauarbeiter und den zu vollführenden Bau anvertraut war. Die Bezeichnung kam sowohl in militärischen als auch in zivilen Angelegenheiten vor.